# Antonio Rodríguez Dovale
Antonio Rodríguez Dovale, conosciuto solo come Toni (La Coruña, 4 aprile 1990), è un ex calciatore spagnolo, di ruolo centrocampista.

## Carriera
Nella stagione 2009-2010 ha giocato 12 partite e segnato 2 gol nella seconda serie spagnola con il Celta Vigo; l'anno seguente passa in prestito all'Huesca, con cui gioca 16 partite e segna una rete, sempre in seconda serie. Dopo un ulteriore campionato in questa categoria con il Celta (nel quale segna 2 gol in 29 presenze con la squadra che a fine anno viene promossa nella Liga), nella stagione 2012-2013 gioca 14 partite nella prima divisione spagnola senza mai segnare.
Nel 2014 passa allo Sporting K.C., con cui segna 3 reti in 4 partite nella CONCACAF Champions League ed un gol in 19 partite in MLS; torna poi in patria, dove gioca in vari club di seconda divisione ma sempre per brevi periodi. In seguito gioca anche nella prima divisione indiana, in quella thailandese ed in quella di Hong Kong.

## Palmarès

### Club

#### Competizioni nazionali
- Hero Super Cup: 1

Bengaluru: 2018